# ثرب المقيطوع (السوم)

تعديل مصدري - تعديل

ثرب المقيطوع هي إحدى قرى عزلة السوم بمديرية السوم التابعة لمحافظة حضرموت، بلغ تعداد سكانها 140 نسمة حسب تعداد اليمن لعام 2004.